# Energia hidroelèctrica

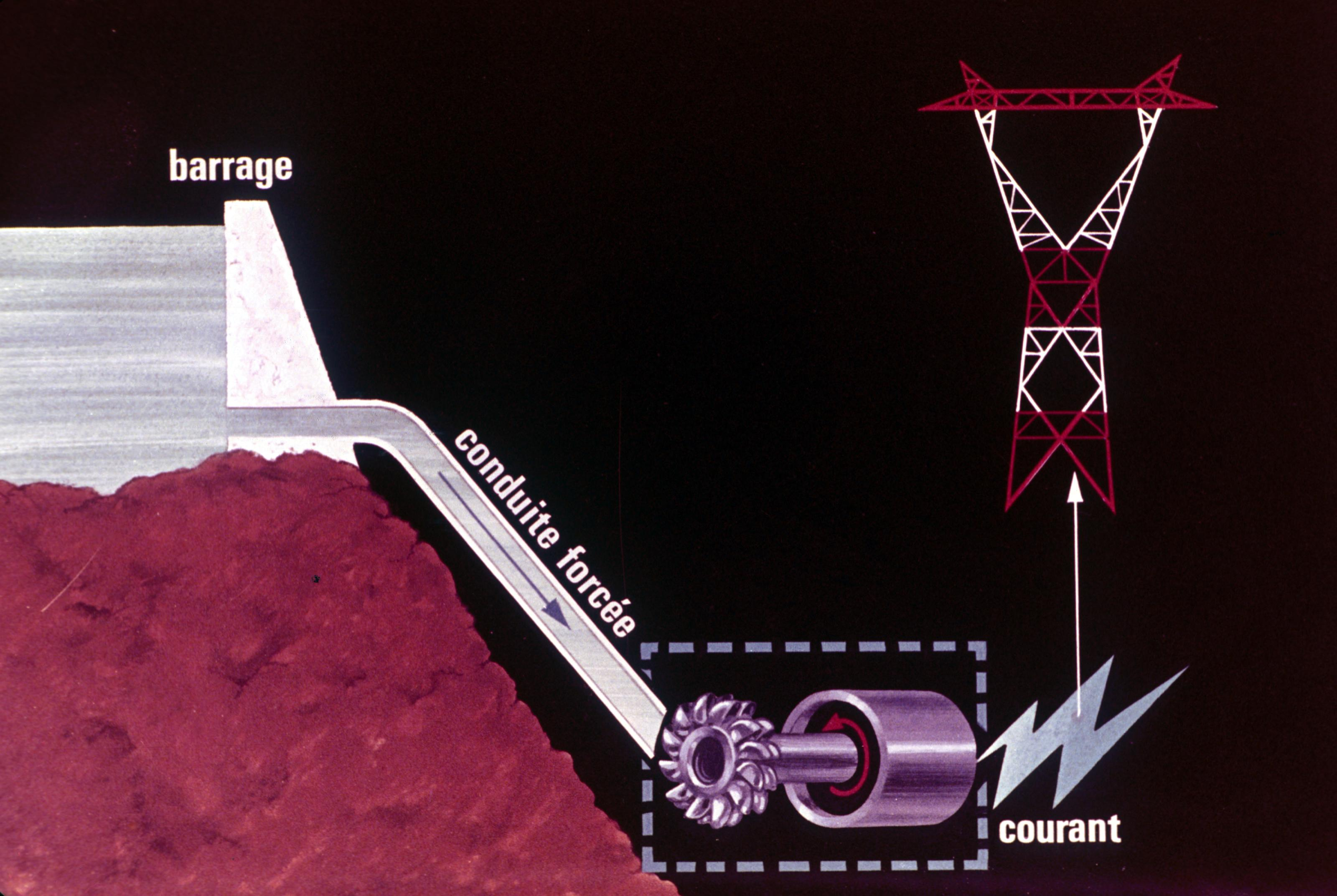
Producció d'energia hidroelèctrica

L'energia hidroelèctrica és l'energia elèctrica produïda en una central hidràulica a partir d'un corrent, vertical o horitzontal, d'un riu. En altres paraules, és l'electricitat (energia elèctrica) obtinguda a partir d'energia hidràulica (energia mecànica de l'aigua en moviment de rius, llacs i pantans).
Aquesta energia, avui dia, subministra al món aproximadament 715.000 MW energètics o més ben dit, el 19% de l'electricitat mundial, que representa més del 63% del total de l'electricitat de fonts renovables en el 2006.
El cost de la hidroelectricitat és relativament baix pel que és una font competitiva d'electricitat renovable. L'estació hidroelèctrica no consumeix aigua, a diferència de les plantes de carbó o gas. El cost mitjà de l'electricitat d'una estació hidroelèctrica de més de 10 megawatts és de 2 a 4 cèntims d'euro per quilowatt-hora. En disposar d'una presa i un embassament, és una font flexible d'electricitat, ja que la quantitat produïda per l'estació es pot canviar, augmentar o disminuir molt ràpidament, per adaptar-se a les demandes canviants d'energia. Una vegada que es construeix un complex hidroelèctric, el projecte no produeix residus directes i, en molts casos, té un nivell de producció de gasos d'efecte hivernacle considerablement més baix que les plantes d'energia que funcionen amb combustibles fòssils.

## Centrals hidroelèctriques
Les centrals hidroelèctriques utilitzen l'energia mecànica de l'aigua embassada per l'obra de presa ("dic" si no és molt gran) que fa de barrera. L'aigua circula a través d'una canonada on l'energia potencial es transforma en energia cinètica. La força de l'aigua fa girar el conjunt de turbines, generadors i alternadors, generant l'energia elèctrica de corrent altern. En aquest cas, l'energia extreta de l'aigua depèn del cabal, de la diferència d'altura d'on s'extreu l'aigua i del tipus, altura i mida de les turbines.
Trobarem centrals hidràuliques a les zones on hi hagi cabals d'aigua (rius i llacs) i diferències de nivell importants. A Catalunya, aquestes centrals es concentren preferentment a les valls del Pirineu i a les conques dels rius Ter, Llobregat, Segre i les Nogueres Pallaresa i Ribagorçana.
A Catalunya la majoria de centrals són minihidràuliques, que no requereixen cabals de rius tan importants com les hidràuliques grans, i tenen els avantatges de ser fonts d'energia menys centralitzades, amb la qual cosa la societat civil en té més control i poder a nivell local, també té menys dependència energètica, té els avantatges d'un "producte kilòmetre zero" (impacte a l'economia local, menys cost de transport, etc.), i molt menor impacte ambiental.

## Història

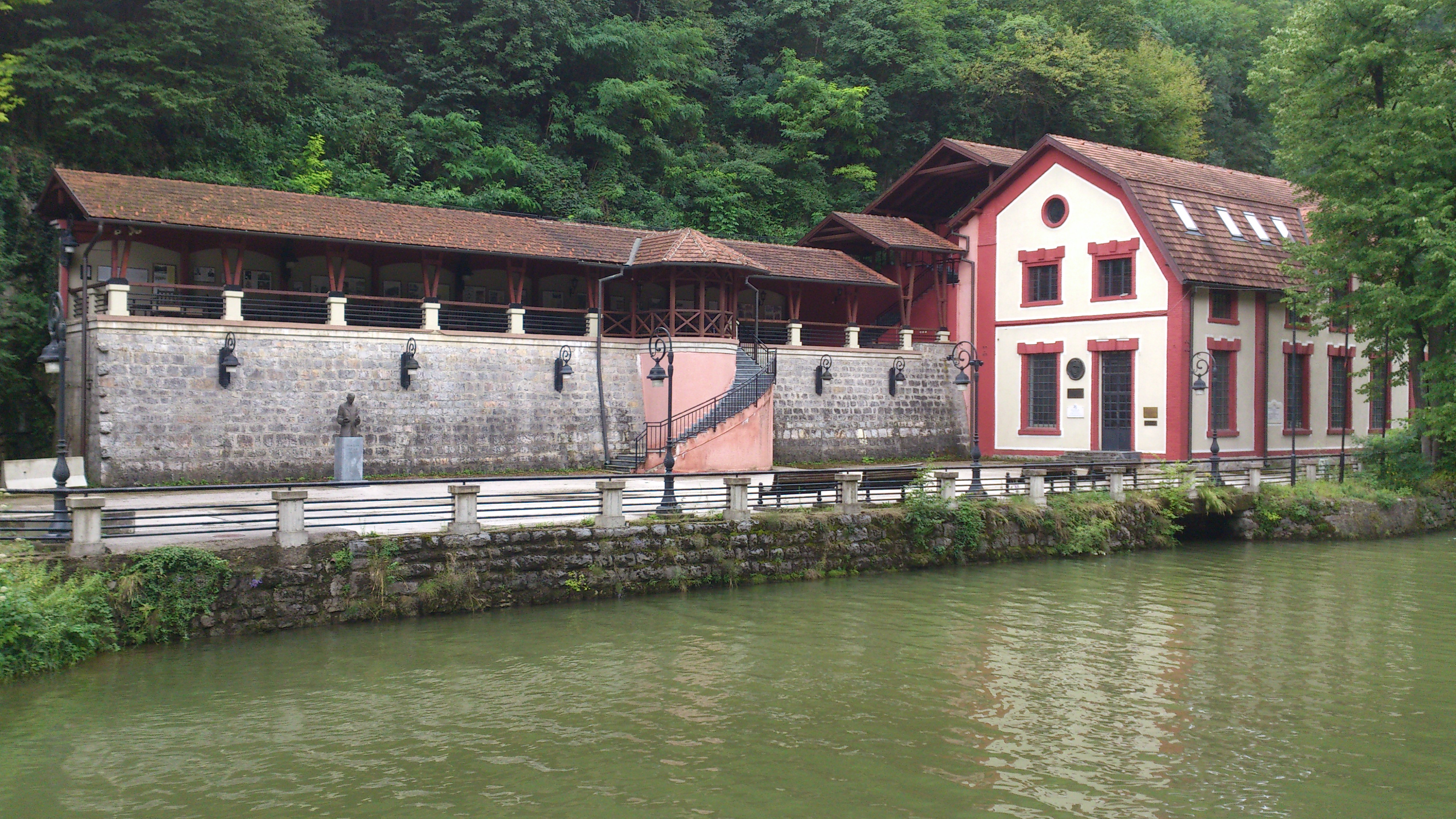
Central hidroelèctrica del museu "Under the Town" a Sèrbia, construïda en 1900

L'energia hidràulica s'ha utilitzat des de l'antiguitat per moldre la farina i realitzar altres tasques. A mitjan de la dècada de 1770, l'enginyer francès Bernard Forest de Belidor va publicar Architecture Hydraulique, que descrivia les màquines hidràuliques d'eix vertical i horitzontal. A finals del segle XIX es va desenvolupar el generador elèctric i llavors es va poder acoblar als sistemes hidràulics. La creixent demanda de la Revolució Industrial també va impulsar el seu desenvolupament. En 1878, William Armstrong va desenvolupar el primer esquema hidroelèctric del món a Cragside, Northumberland, Anglaterra. Va ser utilitzat per alimentar una sola llum d'arc en la seva galeria d'art. L'antiga «central elèctrica de Schoelkopf No. 1» prop de les cataractes del Niàgara, en el costat estatunidenc, va començar a produir electricitat en 1881. La primera central hidroelèctrica d'Edison, la planta de Vulcan Street, va començar a funcionar el 30 de setembre de 1882 a Appleton, Wisconsin, amb una potència de sortida d'uns 12,5 quilowatts. En 1886 hi havia 45 centrals hidroelèctriques als Estats Units i el Canadà. Al 1889 hi havia només als Estats Units unes 200.

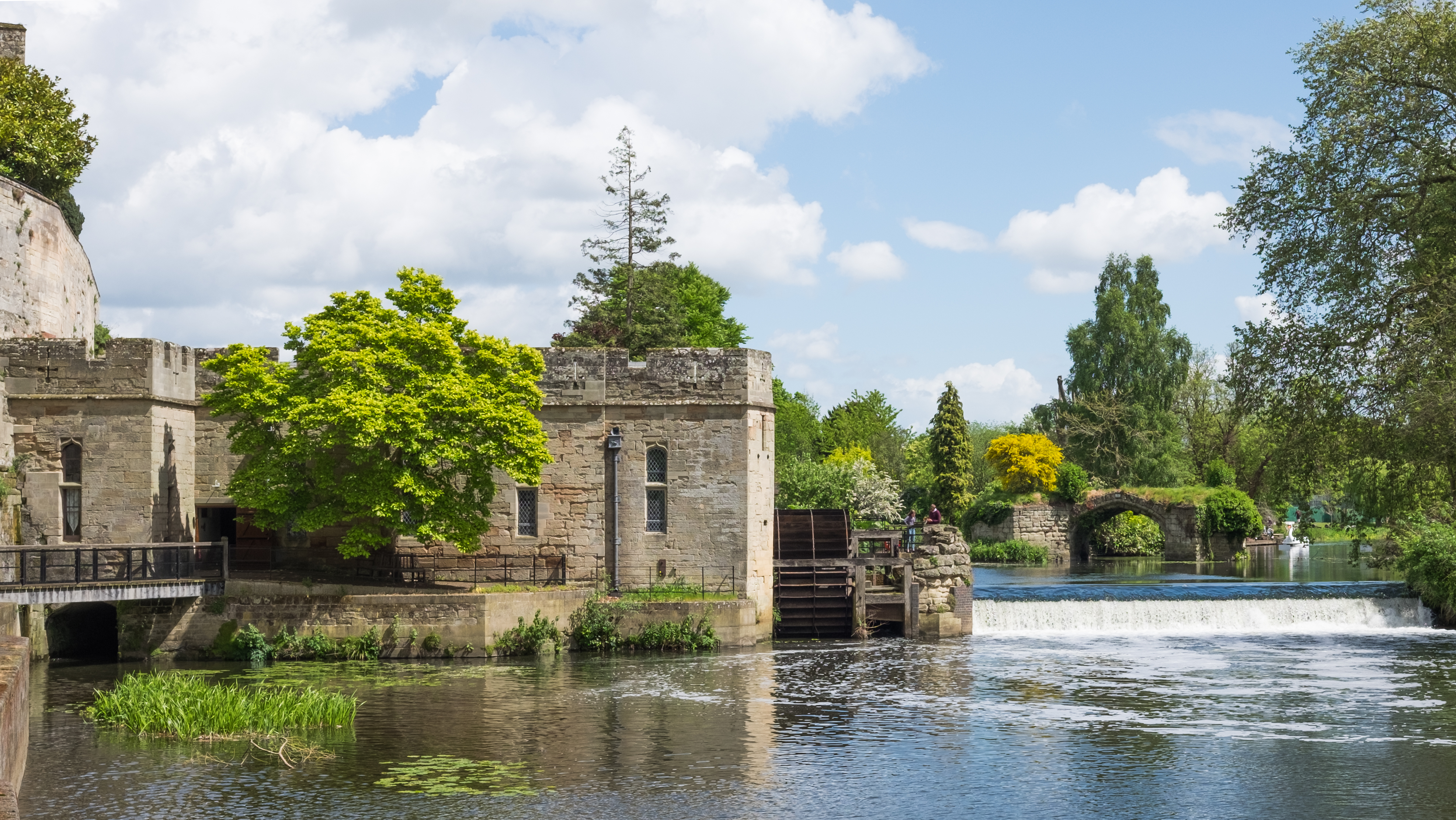
Casa d'hidrogeneradors d'electricitat del Castell de Warwick, utilitzada per al castell des de 1894 fins a 1940

A principis del segle XX les companyies comercials estaven construint moltes petites centrals hidroelèctriques a les muntanyes prop de les àrees metropolitanes. Grenoble, França, va celebrar l'Exposició Internacional d'Energia Hidroelèctrica i Turisme amb més d'un milió de visitants. En 1920, atès que el 40% de l'energia produïda als Estats Units era hidroelèctrica, la Federal Power Act es va promulgar com a llei. La Legislació va crear la Comissió Federal d'Energia per regular les centrals hidroelèctriques en terra i aigua federals. A mesura que les centrals elèctriques es van fer més grans, les seves preses associades van desenvolupar propòsits addicionals per incloure el control d'inundacions, el reg i la navegació. Va ser necessari un finançament federal per al desenvolupament a gran escala i es van crear corporacions de propietat federal com la Tennessee Valley Authority en 1933 i Bonneville Power Administration en 1937. A més, la Oficina de Reclamació, que havia iniciat una sèrie de projectes de reg en l'oest dels Estats Units a principis del segle xx, ara estava construint grans projectes hidroelèctrics, com la Presa Hoover de 1928. El Cos d'Enginyers de l'Exèrcit dels EUA també va participar en el desenvolupament hidroelèctric i va completar la Presa de Bonneville en 1937 i va ser reconegut per la Llei de Control d'Inundacions de 1936 com la principal agència federal de control d'inundacions.
Les centrals hidroelèctriques van continuar creixent al llarg del segle XX. L'energia hidroelèctrica va ser anomenada «carbó blanc» per la seva potència i abundància. La central elèctrica de 1.345 MW de la presa Hoover va ser la central hidroelèctrica més gran del món en 1936; va ser eclipsada per la Presa Grand Coulee de 6.809 MW en 1942. La Presa d'Itaipú es va obrir en 1984 a Sud-amèrica com la més gran, amb 14.000 MW, però va ser superada en 2008 per la Presa de les Tres Gorgues a la Xina amb 22.500 MW. La hidroelectricitat eventualment proveiria a alguns països, entre ells Noruega, República Democràtica del Congo, Paraguai i Brasil, amb més del 85% de la seva electricitat. Actualment, els Estats Units tenen més de 2.000 centrals hidroelèctriques que subministren el 6,4% de la seva producció elèctrica total, que és el 49% de la seva electricitat renovable.

## Potencial futur
El potencial tècnic per al creixement de l'energia hidroelèctrica a tot el món és, 71% a Europa, 75% a Amèrica del Nord, 79% a Amèrica del Sud, 95% a Àfrica, 95% a Orient Mitjà, 82% a Àsia Pacífic. Les realitats polítiques dels nous embassaments als països occidentals, les limitacions econòmiques al tercer món i la falta d'un sistema de transmissió en àrees subdesenvolupades, donen com a resultat la possibilitat de desenvolupar el 25% del potencial restant abans de 2050, i la major part està a l'Àrea d'Àsia Pacífic. Alguns països estan altament desenvolupats però tenen molt poc espai per créixer en aquest sector, com per exemple Suïssa 12% i Mèxic 20%.

## Mètodes de generació

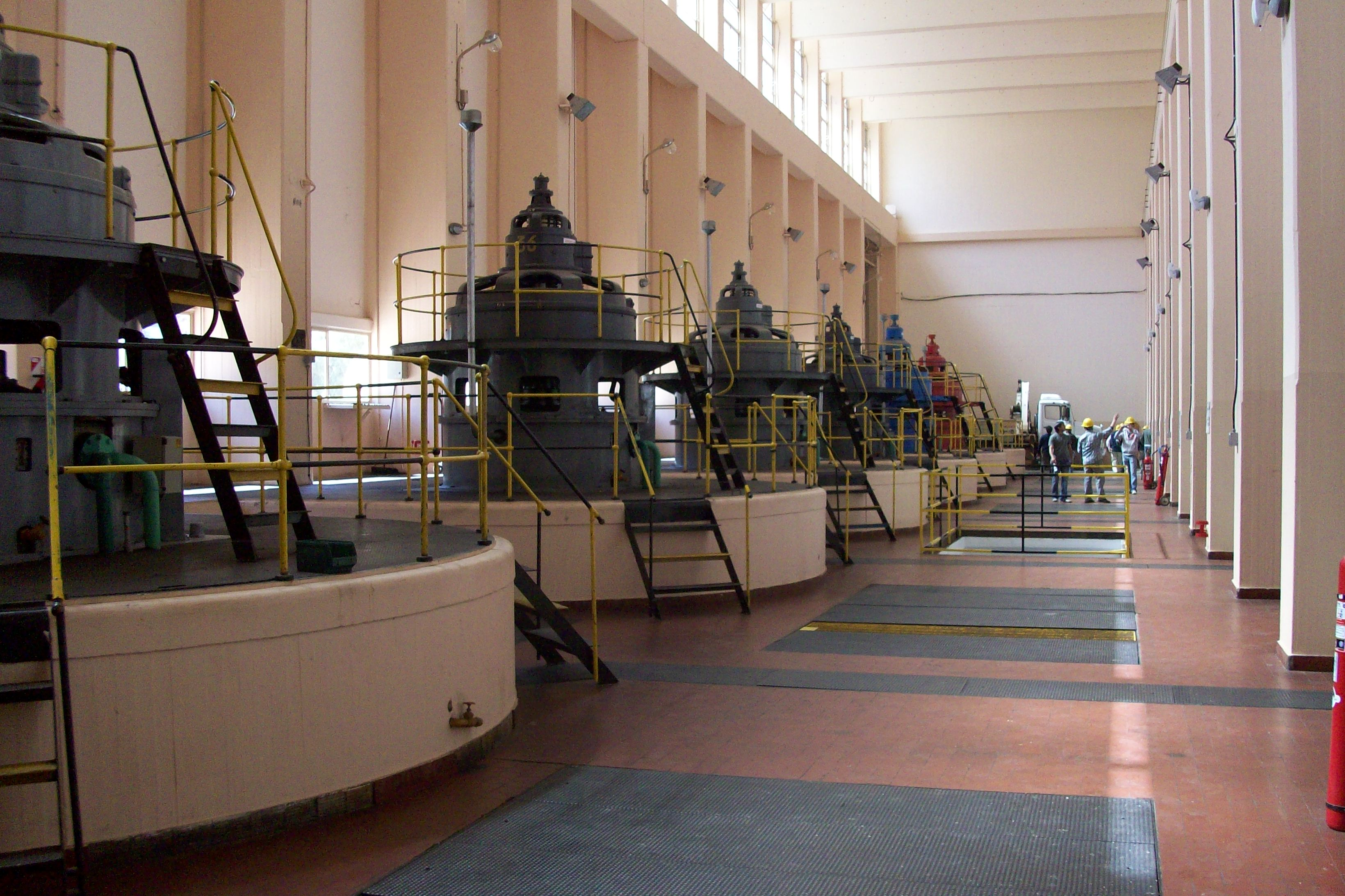
Fila de turbines en la central elèctrica del Nihuil II a Mendoza, Argentina

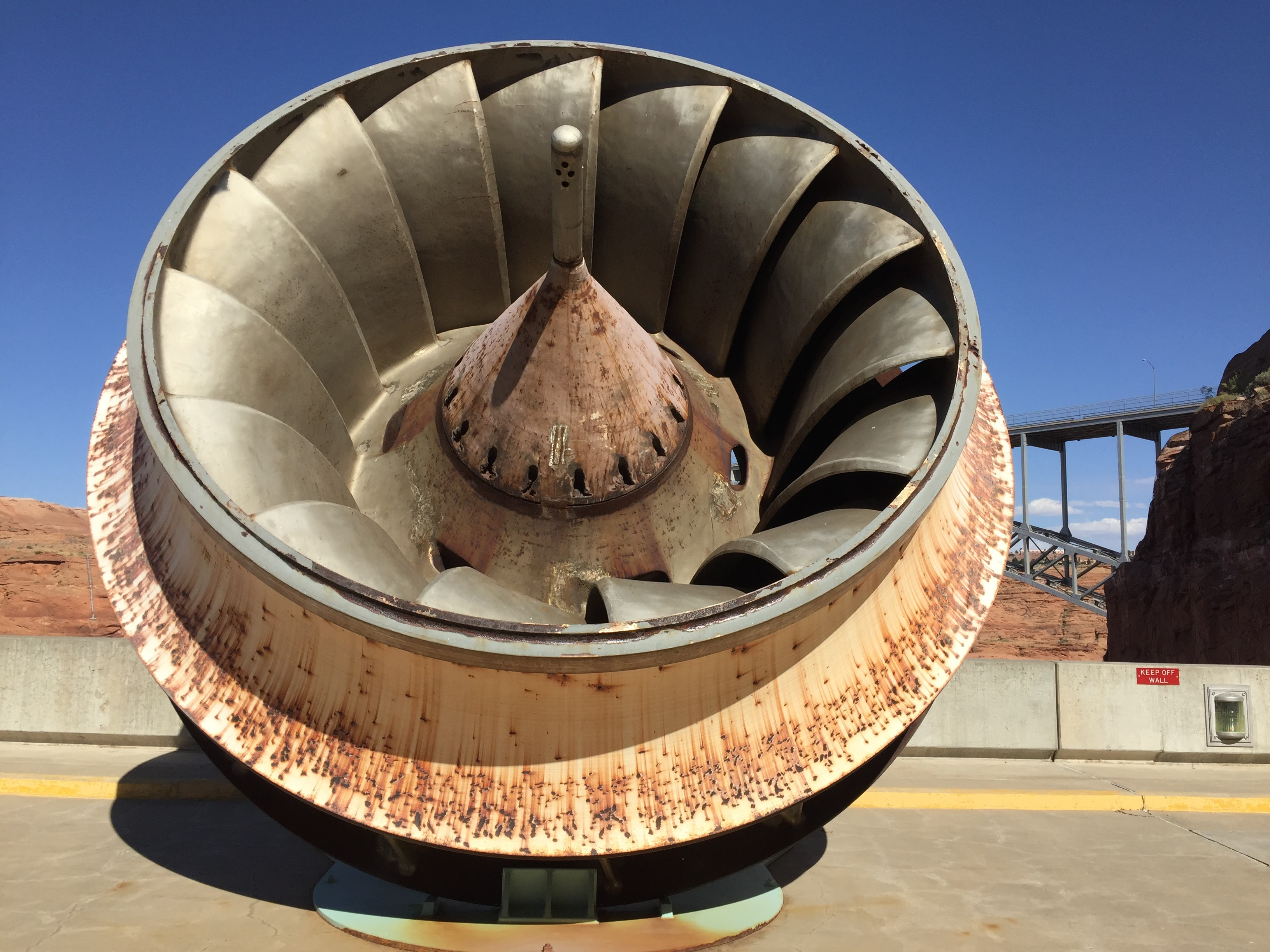
Un antic corredor de turbina en exhibició a la presa de Glen Canyon

Tall transversal d'una presa hidroelèctrica convencional

Una típica turbina d'aigua i un generador elèctric

### Preses convencionals
La major part de l'energia hidroelèctrica, prové de l'energia potencial de les aigües embassades que impulsen una turbina i un generador elèctric. La potència extreta de l'aigua depèn del volum i de la diferència d'altura entre la font i la sortida de l'aigua. Aquesta diferència d'altura es diu càrrega hidràulica. Un tub gran o comporta, condueix l'aigua des del dipòsit a la turbina.

### Emmagatzematge per bombament
Aquest mètode produeix electricitat per satisfer els becs de demanda en moure l'aigua entre embassaments a diferents cotes. En moments de baixa demanda elèctrica, l'excés de capacitat de generació s'utilitza per bombar aigua al dipòsit més alt. Quan la demanda augmenta, l'aigua s'allibera de nou en l'embassament inferior a través d'una turbina. Els esquemes d'emmagatzematge per bombament proporcionen actualment els mitjans més importants comercialment per a l'emmagatzematge d'energia a la xarxa a gran escala i milloren el factor de capacitat diària del sistema de generació. L'emmagatzematge per bombament no és una font d'energia, i apareix com un nombre negatiu en els llistats.

### Corrent de riu
Les estacions hidroelèctriques de passada són aquelles amb una capacitat de reserva petita o nul·la, per la qual cosa solament l'aigua provinent d'aigües més amunt està disponible per a la generació en aquest moment, i qualsevol excés de subministrament es perd sense ser utilitzat. Un subministrament constant d'aigua des d'un llac o un embassament existent aigües amunt és un avantatge significatiu en triar els llocs per al corrent del riu. Als Estats Units, l'energia hidroelèctrica del riu podria proporcionar 60.000 megawatts (80.000.000 cv), aproximadament el 13,7% de l'ús total en 2011 si està disponible contínuament.

### Marea
Una central elèctrica de marees, també anomenada d'energia mareomotriu, aprofita l'augment i la caiguda diària de l'aigua del mar a causa de les marees; aquestes fonts són altament predictibles i, si les condicions permeten la construcció de reserves, també es poden utilitzar per generar energia durant períodes d'alta demanda. Aquests tipus d'esquemes hidroelèctrics, que són els menys comuns, utilitzen l'energia cinètica de l'aigua o fonts no danyades, com les rodes d'aigua per sota de la superfície. El poder de les marees és viable en un nombre relativament petit de llocs a tot el món ja que és necessari que la diferència de les altures aconseguides pel flux i el reflux sigui important. A Gran Bretanya, hi ha vuit llocs que podrien desenvolupar-se, que tenen el potencial de generar el 20% de l'electricitat utilitzada en 2012.

## Grandàries, tipus i capacitats d'instal·lacions hidroelèctriques

### Grans instal·lacions
Les centrals hidroelèctriques a gran escala es consideren més comunament com les instal·lacions de producció d'energia més grans del món, amb algunes instal·lacions hidroelèctriques capaces de generar més del doble de les capacitats instal·lades de les centrals nuclears més grans actuals.
Encara que no existeix una definició oficial per al rang de capacitat de les grans centrals hidroelèctriques, les instal·lacions de més d'uns pocs centenars de megawatts es consideren en general grans centrals hidroelèctriques.
Actualment, només quatre instal·lacions de més de 10 GW (10.000 MW) estan en funcionament a tot el món.
| Lloc | Estació                   | País              | Localització                                           | Capacitat (MW) |
| ---- | ------------------------- | ----------------- | ------------------------------------------------------ | -------------- |
| 1    | Presa de les Tres Gorgues | Xina              | 30° 49′ 15″ N, 111° 00′ 08″ E / 30.82083°N,111.00222°E | 22.500         |
| 2    | Presa d'Itaipú            | Brasil · Paraguai | 25° 24′ 31″ S, 54° 35′ 21″ O / 25.40861°S,54.58917°O   | 14.000         |
| 3    | Presa de Xiluodu          | Xina              | 28° 15′ 35″ N, 103° 38′ 58″ E / 28.25972°N,103.64944°E | 13.860         |
| 4    | Presa de Guri             | Veneçuela         | 07° 45′ 59″ N, 62° 59′ 57″ O / 7.76639°N,62.99917°O    | 10.200         |

### Petita
La petita hidroelèctrica és el desenvolupament de l'energia hidroelèctrica a escala suficient perquè serveix a una petita comunitat o planta industrial. La definició d'un projecte hidroelèctric petit varia, però s'accepta generalment una capacitat de generació de fins a 10 megawatts (MW) com el límit superior del que es pot denominar petita central hidroelèctrica. Pot estendre's fins a 25 MW o 30 MW a Canadà i els Estats Units. La producció d'energia hidroelèctrica a petita escala va créixer un 29% entre 2005 i 2008, la qual cosa va elevar la capacitat total de petites centrals hidroelèctriques del món a 85 GW. Més del 70% de la potència total es produeix a la Xina (65 GW), seguit per Japó (3,5 GW), els Estats Units (3 GW), i Índia (2 GW).

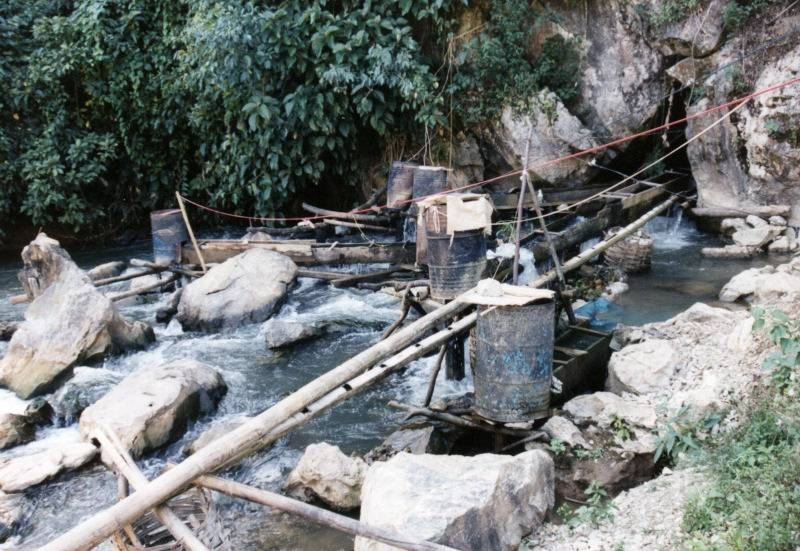
Una micro instal·lació hidroelèctrica a Vietnam

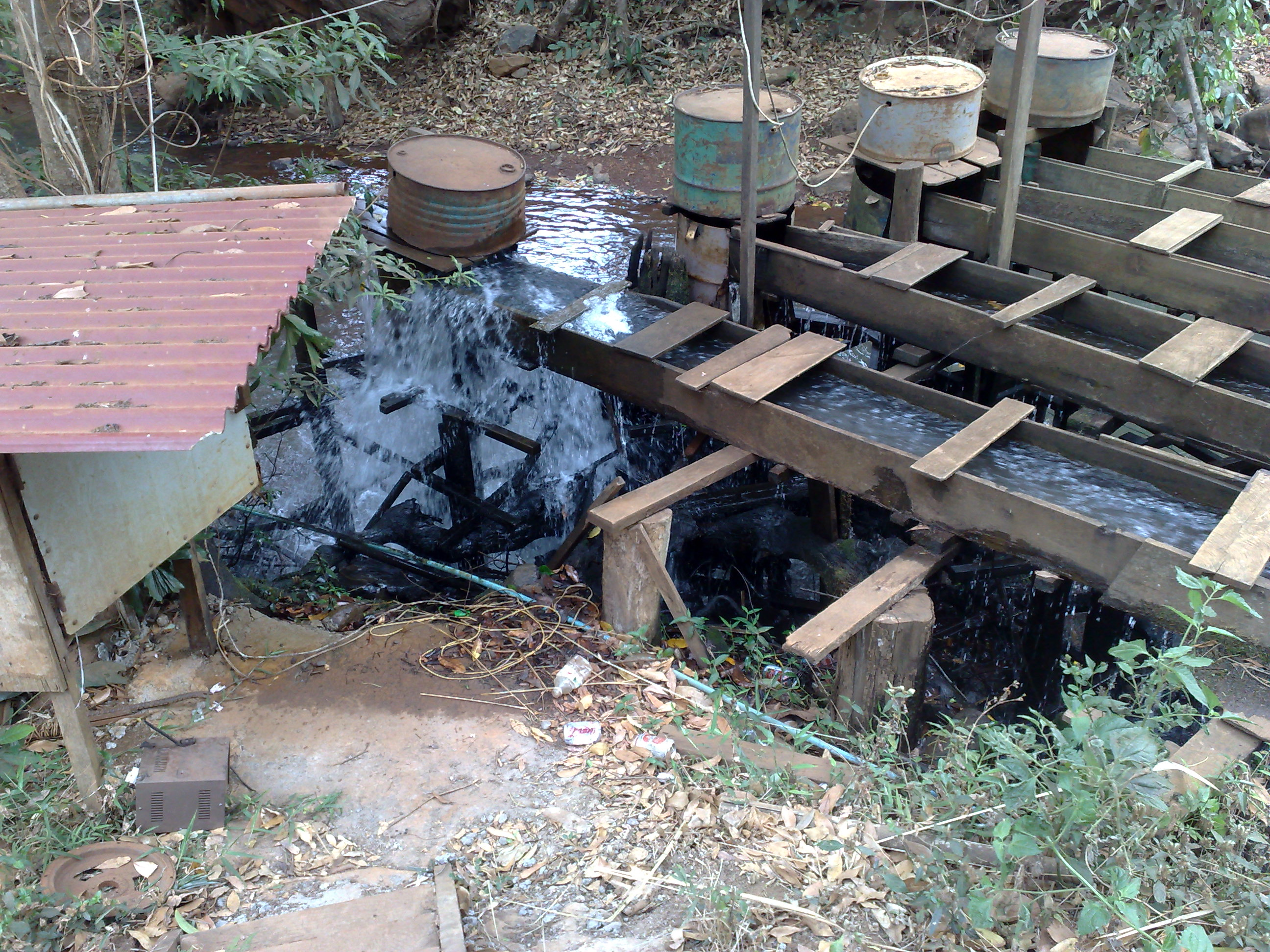
Hidroelectricitat Pico a Mondulkiri, Cambodja

Les petites estacions hidroelèctriques poden connectar-se a les xarxes de distribució elèctrica convencionals com a font d'energia renovable de baix cost. Alternativament, els petits projectes hidroelèctrics poden construir-se en àrees aïllades que no serien rendibles per servir des d'una xarxa, o en àrees on no hi ha una xarxa nacional de distribució elèctrica. Atès que els petits projectes hidroelèctrics solen tenir un mínim d'embassaments i obres de construcció civil, es considera que tenen un impacte ambiental relativament baix en comparació de les grans centrals hidroelèctriques. Aquesta disminució de l'impacte ambiental depèn en gran manera de l'equilibri entre el flux del corrent i la producció d'energia.

### Micro
«Micro hidro» és un terme utilitzat per a les instal·lacions d'energia hidroelèctrica que normalment produeixen fins a 100 kW de potència. Aquestes instal·lacions poden proporcionar energia a una llar aïllada o comunitat petita, o de vegades estan connectades a xarxes d'energia elèctrica. Hi ha moltes d'aquestes instal·lacions a tot el món, particularment en països en desenvolupament ja que poden proporcionar una font econòmica d'energia sense la compra de combustible. Els micro sistemes hidroelèctrics complementen els sistemes d'energia solar fotovoltaica perquè en moltes àrees el flux d'aigua i, per tant, l'energia hidroelèctrica disponible, és més alta en l'hivern quan l'energia solar és mínima.

### Pico
Pico hidro és un terme utilitzat per a la generació d'energia hidroelèctrica de menys de 5 kW. És útil en comunitats petites i remotes que requereixen solament una petita quantitat d'electricitat. Per exemple, per alimentar una o dues bombetes fluorescents i un televisor o ràdio per a algunes cases. Fins i tot les turbines més petites de 200-300 W poden alimentar una sola casa en un país en desenvolupament amb una desnivell de caiguda del de sol 1 m (3 peus). Una configuració Pico-hidroelèctrica sol estar en el corrent d'un riu, la qual cosa significa que les preses no s'usen, sinó que les canonades desvien part del flux, ho fan descendir un una de petita altura i travessen la turbina abans de retornar-la al corrent.

### Subterrània
Una estació d'energia subterrània s'usa generalment en grans instal·lacions i fa ús d'una gran diferència d'altura natural entre dues vies fluvials, com una cascada o un llac de muntanya. Es construeix un túnel subterrani per portar l'aigua des del dipòsit superior fins a la sala de generació construïda en una caverna subterrània prop del punt més baix del túnel d'aigua i una pista horitzontal que porta l'aigua a la via de sortida del canal inferior.

### Càlcul de la potència disponible
Una senzilla fórmula per aproximar la producció d'energia elèctrica en una estació hidroelèctrica és la següent:{\displaystyle P=\rho hrgk}, on
- {\displaystyle P}, és la potència en watts,
- {\displaystyle \rho }, és la densitat de l'aigua (1.000 kg/m³),
- {\displaystyle h}, és altura del desnivell,
- {\displaystyle r}, és el flux d'aigua en m³/s,
- {\displaystyle g}, és l'acceleració de la gravetat, que és 9,8 m/s²,
- {\displaystyle k}, és un coeficient d'eficiència que va de 0 a 1. L'eficiència és més alta (és a dir, més propera a 1) amb turbines més grans i més modernes.

La producció anual d'energia elèctrica depèn del subministrament d'aigua disponible. En algunes instal·lacions, el cabal d'aigua pot variar en un factor de 10:1 en el transcurs d'un any.

## Propietats

### Avantatges
La central elèctrica Ffestiniog pot generar 360 MW d'electricitat dins dels 60 segons posteriors a la demanda.

#### Flexibilitat
L'energia hidroelèctrica és una font flexible d'electricitat, ja que les estacions es poden pujar i baixar molt ràpidament per adaptar-se a les demandes canviants d'energia. Les turbines hidràuliques tenen un temps d'arrencada de l'ordre d'uns pocs minuts. Es triga entre 60 i 90 segons a portar una unitat des de l'arrencada en fred fins a la càrrega completa. Això és molt més tallo que per a turbines de gas o plantes de vapor. La generació d'energia també pot disminuir-se ràpidament quan hi ha un excedent de generació d'energia. Per tant, la capacitat limitada de les unitats hidroelèctriques no s'usa generalment per produir energia bàsica, excepte per desallotjar el pou d'inundació o satisfer les necessitats posteriors. En canvi, serveix com a respatller per a generadors no hidroelèctrics.

#### Baix cost
El principal avantatge de les preses hidroelèctriques convencionals amb embassaments és la seva capacitat per emmagatzemar aigua a baix cost per al seu posterior enviament com a electricitat neta d'alt valor. El cost mitjana de l'electricitat d'una estació hidroelèctrica de més de 10 megawatts és de 3 a 5 cèntims de dòlar per quilowatt-hora. Quan s'usa com a potència màxima per satisfer la demanda, la hidroelectricitat té un valor més alt que la potencia base i un valor molt més alt en comparació de les fonts d'energia intermitents.
Les centrals hidroelèctriques tenen una llarga vida econòmica i algunes plantes segueixen en servei després de 50 a 100 anys. El cost de la mà d'obra també sol ser baix, ja que les plantes estan automatitzades i tenen poc personal en el lloc durant l'operació normal.
Quan un embassament té múltiples propòsits, es pot agregar una estació hidroelèctrica amb un cost de construcció relativament baix, la qual cosa proporciona un flux d'ingressos útil per compensar els costos de l'operació de l'embassament. S'ha calculat que la venda d'electricitat de la Presa de les Tres Gorgues cobrirà els costos de construcció després de 5 a 8 anys de plena generació. A més algunes dades mostren que en la majoria dels països, les preses hidroelèctriques grans seran massa costoses i demoraran molt a construir-se per oferir un rendiment positiu ajustat al risc, tret que s'implementin les mesures de gestió de riscos apropiades.

#### Idoneïtat per a aplicacions industrials
Si ben molts projectes hidroelèctrics subministren xarxes públiques d'electricitat, alguns es creen per servir a empreses industrials específiques. Els projectes hidroelèctrics dedicats sovint es construeixen per proporcionar les quantitats substancials d'electricitat necessàries per a les plantes electrolítiques d'alumini, per exemple. La presa Grand Coulee va canviar per recolzar l'alumini Alcoa a Bellingham, Washington, Estats Units per als avions nord-americans de la Segona Guerra Mundial abans que se li permetés proporcionar reg i energia als ciutadans després de la guerra. A Surinam, l'embassament de Brokopondo va ser construït per proporcionar electricitat a la indústria de l'alumini Alcoa. La central elèctrica Manapouri de Nova Zelanda es va construir per subministrar electricitat a la fosa d'alumini en Tiwai Point.

#### Reducció d'emissions de CO₂
Atès que les preses hidroelèctriques no utilitzen combustible, la generació d'energia no produeix diòxid de carboni. Mentre que el diòxid de carboni es produeix inicialment durant la construcció del projecte, i el metà és emès anualment per les preses, la hidroelèctrica en casos nòrdics específics, té les emissions de gasos d'efecte hivernacle més baixes en el cicle de vida per potència generada. En comparació dels combustibles fòssils que generen una quantitat equivalent d'electricitat, l'energia hidràulica va estalviar tres mil milions de tones d'emissions de CO2 en 2011.
Un mesurament del gas d'efecte hivernacle relacionada i una altra comparació d'externalitats entre fonts d'energia es pot trobar en el projecte ExternE pel Institut Paul Scherrer i la Universitat de Stuttgart que va ser finançat per la Comissió Europea. Segons aquest estudi, la hidroelectricitat a Europa produeix la menor quantitat de gasos d'efecte hivernacle i l'externalitat de qualsevol font d'energia. El segon lloc va ser el vent, el tercer l'energia nuclear i la cambra la solar fotovoltaica. El baix impacte de la hidroelectricitat en els gasos d'efecte hivernacle es troba especialment en climes temperats. L'estudi anterior va ser per a l'energia local a Europa; presumiblement, prevalen condicions similars a Amèrica del Nord i Àsia del Nord, que presenten un cicle regular i natural de congelació/descongelació (amb la desintegració i el recreixement estacional de les plantes associades). Els majors impactes en les emissions de gasos d'efecte hivernacle es troben a les regions tropicals perquè les reserves de les centrals elèctriques a les regions tropicals produeixen una major quantitat de metà que les de les zones temperades.

#### Altres usos de l'embassament
Les reserves creades per a esquemes hidroelèctrics sovint proporcionen instal·lacions per a esports aquàtics i es converteixen en atraccions turístiques. En alguns països, l'aqüicultura en reserves és molt freqüent. Les preses d'usos múltiples instal·lades per al reg recolzen l'agricultura amb un subministrament d'aigua relativament constant. Les grans preses hidroelèctriques poden controlar les inundacions, que d'una altra manera afectarien a les persones que viuen riu avall del projecte.

### Desavantatges

#### Danys a l'ecosistema i pèrdua de terres
Els grans embassaments associats amb les centrals hidroelèctriques tradicionals donen lloc a la immersió d'extenses àrees aigües amunt de les preses, que de vegades destrueixen els boscos de valls baixes i riberes, pantans i pasturatges biològicament rics i productius. La presa interromp el flux dels rius i pot danyar els ecosistemes locals i la construcció de grans preses i embassaments sovint implica el desplaçament de persones i la vida silvestre. La pèrdua de terra sovint es veu agreujada per la fragmentació de l'hàbitat de les àrees circumdants causada per la reserva.
Els projectes hidroelèctrics poden ser perjudicials per als ecosistemes aquàtics circumdants tant aigües amunt com a aigües avall del lloc de la planta. La generació d'energia hidroelèctrica canvia l'entorn del ric aigües avall. L'aigua que surt d'una turbina en general conté molt poc sediment suspès, la qual cosa pot ocasionar el desgast dels jaços dels rius i la pèrdua de les ribes d'ells. Atès que les comportes de les turbines sovint s'obren intermitentment, s'observen fluctuacions ràpides o fins i tot diàries en el flux del riu.

#### Pèrdua d'aigua per evaporació
Un estudi realitzat en 2011 pel Laboratori Nacional d'Energia Renovable dels Estats Units va concloure que les centrals hidroelèctriques en els EE. UU consumien entre 1425 i 18.000 galons d'aigua per megawatt-hora (gal/MWh) d'electricitat generada, a través de les pèrdues per evaporació a la reserva. La pèrdua mitjana va ser de 4,491 gal/MWh, que és major que la pèrdua per a les tecnologies de generació que usen torres de refredament, inclosa la concentració d'energia solar (865 gal/MWh per al canal de CSP, 786 gal/MWh per a la torre de CSP), carbó (687 gal / MWh), nuclear (672 gal / MWh) i gas natural (198 gal / MWh). On hi ha múltiples usos de les reserves, com el subministrament d'aigua, la recreació i el control d'inundacions, tota l'evaporació de la reserva s'atribueix a la producció d'energia.

#### Sedimentació i escassetat de flux
Quan l'aigua flueix, té la capacitat de transportar partícules més pesades que les d'aigües avall. Això té un efecte negatiu en les preses i, posteriorment, en les seves centrals elèctriques, en particular les dels rius o a les zones de captació amb alt nivell de sedimentació. La sedimentació pot omplir una reserva i reduir la seva capacitat per controlar les inundacions, a més de causar pressió horitzontal addicional en la parteix aigües amunt de la presa. Eventualment, algunes reserves poden omplir-se de sediments i tornar-se inútils o excessius durant una inundació.
Els canvis en la quantitat de flux del riu es correlacionaran amb la quantitat d'energia produïda per una presa. Els cabals més baixos del riu reduiran la quantitat d'emmagatzematge viu en una reserva, per la qual cosa reduiran la quantitat d'aigua que es pot usar per la hidroelectricitat. El resultat de la disminució del flux del riu pot ser la causa de l'escassetat d'energia en àrees que depenen en gran manera de l'energia hidroelèctrica. El risc d'escassetat de flux pot augmentar com a resultat del canvi climàtic. Un estudi del riu Colorado als Estats Units suggereix que els canvis climàtics moderats, com un augment de la temperatura en 2 graus centígrads que resulta en una disminució del 10% en la precipitació, podrien reduir el vessament del riu fins a en un 40%. Brasil és vulnerable a causa de la seva forta dependència de la hidroelectricitat, ja que l'augment de les temperatures, el menor flux d'aigua i les alteracions en el règim de precipitacions, podrien reduir la producció total d'energia en un 7% anual per a finals de segle.

#### Emissions de metà de reserves
La presa Hoover als Estats Units és una gran instal·lació hidroelèctrica amb presa convencional, amb una capacitat instal·lada de 2.080 MW .
Els impactes positius més baixos es troben a les regions tropicals, ja que s'ha observat que les reserves de plantes d'energia a les regions tropicals produeixen quantitats substancials de metà. Això es deu al fet que el material vegetal en àrees inundades es descompon en un ambient anaeròbic i forma metà, un gas d'efecte hivernacle. Segons l'informe de la Comissió Mundial de Preses, on la reserva és gran en comparació de la capacitat de generació (menys de 100 watts per metre quadrat de superfície inundada) i no es va realitzar la neteja dels boscos a l'àrea abans de començar la construcció de l'embassament, les emissions de gasos d'efecte hivernacle de la reserva poden ser més altes que les d'una planta de generació tèrmica mitjançant petroli convencional.
No obstant això, a les reserves boreals del Canadà i el nord d'Europa, les emissions de gasos d'efecte hivernacle són generalment solament del 2% al 8% de qualsevol tipus de generació tèrmica convencional de combustibles fòssils. Una nova classe d'operació de registre sota l'aigua que apunta als boscos inundats pot mitigar l'efecte de la descomposició del bosc.

#### Reubicació
Un altre desavantatge de les preses hidroelèctriques és la necessitat de traslladar a les persones que viuen on es planegen a les reserves. L'any 2000, la Comissió Mundial de Preses va estimar que les preses havien desplaçat físicament a entre 40 i 80 milions de persones a tot el món.

#### Riscos de fracàs
A causa que les grans instal·lacions hidroelèctriques amb preses convencionals retenen grans volums d'aigua, una falla deguda a una construcció deficient, desastres naturals o sabotatges pot ser catastròfica per als assentaments i infraestructura riu avall.
Durant el tifó Nina, en 1975, la presa Banqiao va fallar en el sud de la Xina quan més d'un any de pluja va caure en 24 hores. La inundació resultant va causar la mort de 26 000 persones i altres 145 000 per les epidèmies. Milions de persones van quedar sense llar.
La creació d'una presa en un lloc geològicament inadequat pot causar desastres com el de 1963 en la presa Vajont a Itàlia, on van morir gairebé 2.000 persones.
El trencament de la presa Malpasset a Frejús a la Costa Blava, al sud de França, va fer que s'esfondrés el 2 de desembre de 1959, on van morir 423 persones en la inundació resultant.
Les preses més petites i les micro instal·lacions hidroelèctriques creen menys riscos, però poden formar perills continus fins i tot després de ser retirats del servei. Per exemple, la petita presa de terra Kelly Barnes Dam va fallar en 1977, vint anys després que la seva central elèctrica fos posada en servei el que va causar 39 morts.

### Comparació i interaccions amb altres mètodes de generació d'energia
La hidroelectricitat elimina les emissions de gasos de combustió de la combustió de combustibles fòssils, inclosos contaminants com el diòxid de sofre, l'òxid nítric, el monòxid de carboni, la pols i el mercuri existent en el carbó. La hidroelectricitat també evita els perills de la mineria del carbó i els efectes indirectes per a la salut de les emissions de carbó.

#### L'energia nuclear
En comparació de l'energia nuclear, la construcció d'una planta productora d'hidroelectricitat requereix l'alteració de grans àrees del medi ambient, mentre que una estació d'energia nuclear té una petjada petita, i les falles en les centrals hidroelèctriques han causat desenes de milers de morts més que qualsevol falla d'una estació nuclear. La creació de Garrison Dam, per exemple, va requerir que les terres dels nadius americans creessin el Llac Sakakawea, que té una línia costanera d'1,320 milles i que els habitants venguessin el 94% de les seves terres cultivables per $ 7,5 milions en 1949.
No obstant això, l'energia nuclear és relativament inflexible si bé pot reduir la seva sortida raonablement ràpid. Atès que el cost de l'energia nuclear està dominat pels seus alts costos d'infraestructura, el cost per unitat d'energia augmenta significativament amb la baixa producció. A causa d'això, l'energia nuclear s'utilitza principalment per la càrrega base. A manera de contrast, la hidroelectricitat pot subministrar potència màxima a un cost molt menor. Per tant, la hidroelectricitat s'usa sovint per complementar a les plantes nuclears o unes altres per al seguiment de la càrrega. Els exemples de països en els quals estan aparellats en una participació propera al 50/50 inclouen la xarxa elèctrica a Suïssa, el sector de l'electricitat a Suècia i, en menor mesura, Ucraïna i el sector de l'electricitat a Finlàndia.

#### Energia eòlica
L'energia eòlica travessa una variació predictible per temporada, però és intermitent diàriament. La generació màxima de vent té poca relació amb el consum diari màxim d'electricitat ja que el vent pot aconseguir la seva màxima intensitat durant la nit quan no es necessita energia o pot estar quiet durant el dia quan la demanda elèctrica és major. Ocasionalment, els patrons climàtics poden resultar en poc vent durant dies o setmanes alhora mentre que un dipòsit hidroelèctric capaç d'emmagatzemar setmanes de producció és útil per equilibrar la generació a la xarxa. La potència màxima del vent es pot compensar amb l'energia hidràulica mínima i el vent mínim es pot compensar amb l'energia hidràulica màxima. D'aquesta manera, el caràcter fàcilment regulable de la hidroelectricitat s'utilitza per compensar la naturalesa intermitent de l'energia eòlica. Al revés, en alguns casos, l'energia eòlica es pot utilitzar per estalviar aigua per al seu ús posterior en estacions seques.
En zones que no tenen energia hidroelèctrica, l'emmagatzematge per bombament compleix una funció similar però a un cost molt major i un 20% menys d'eficiència. Un exemple d'això és el comerç de Noruega amb Suècia, Dinamarca, els Països Baixos i possiblement Alemanya o el Regne Unit en el futur. Noruega té un 98% d'energia hidroelèctrica, mentre que els seus veïns de terres planes estan instal·lant energia eòlica.

## Capacitat hidroelèctrica mundial

Quota mundial d'energies renovables (2008)

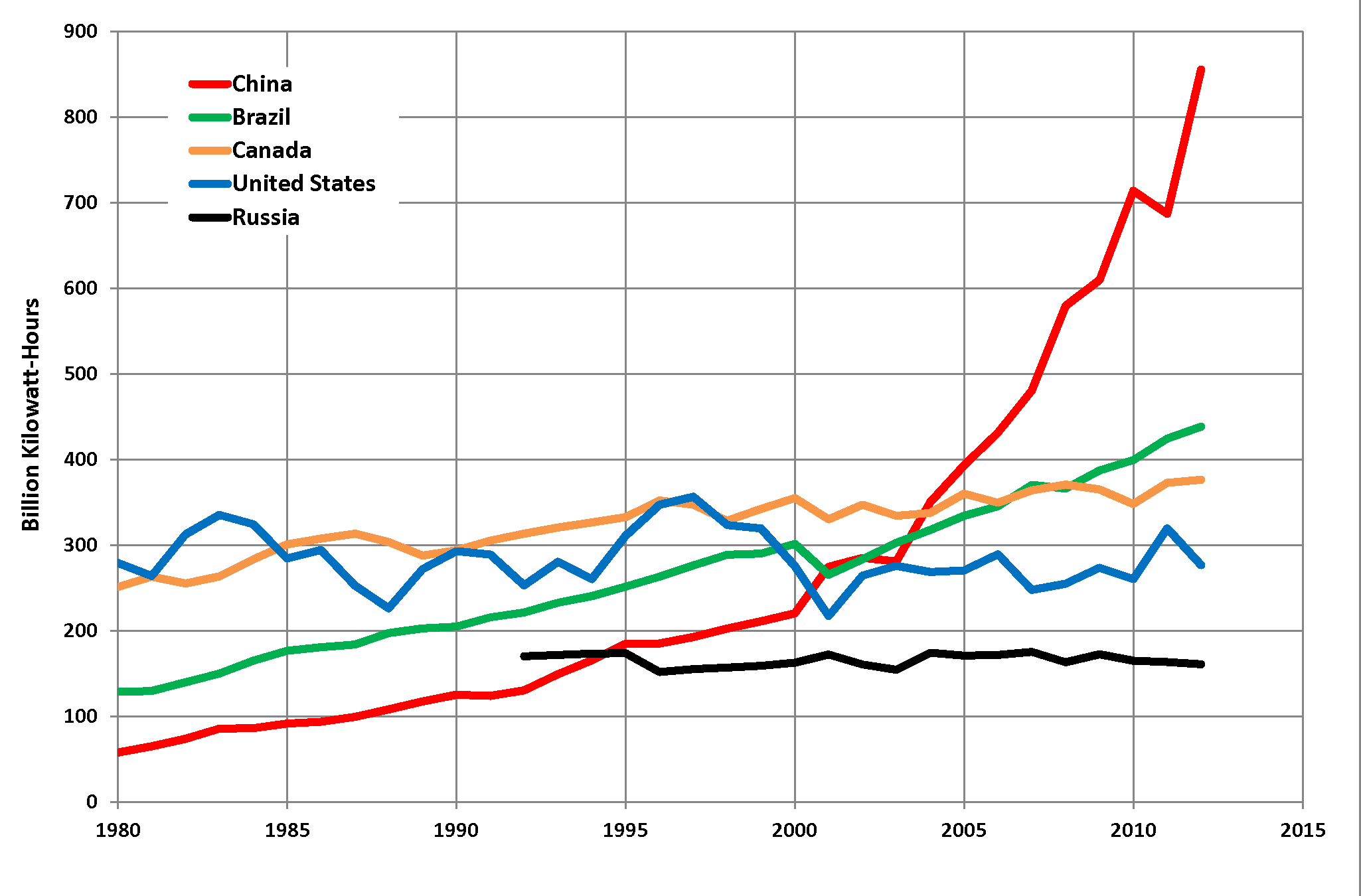
Tendències dels cinc principals països productors d'hidroelectricitat

La classificació de la capacitat hidroelèctrica és per la producció d'energia anual real o per la potència nominal de la capacitat instal·lada. En 2015, l'energia hidroelèctrica va generar el 16.6% de l'electricitat total del món i el 70% de tota l'electricitat renovable. L'energia hidroelèctrica es produeix en 150 països i la regió d'Àsia i el Pacífic va generar el 32% de la hidroelectricitat global en 2010. Xina és el major productor d'energia hidroelèctrica, amb 721 teravatios-hora de producció en 2010, la qual cosa representa al voltant del 17% de l'ús domèstic d'electricitat. Brasil, Canadà, Nova Zelanda, Noruega, Paraguai, Àustria, Suïssa i Veneçuela tenen una majoria de la producció interna d'energia elèctrica a partir d'energia hidroelèctrica. Paraguai produeix el 100% de la seva electricitat de les preses hidroelèctriques i exporta el 90% de la seva producció a Brasil i Argentina. Noruega produeix el 98-99% de la seva electricitat a partir de fonts hidroelèctriques.
Una estació hidroelèctrica rares vegades opera a la seva potència màxima durant un any complet; la relació entre la potencia mitjana anual i la capacitat de capacitat instal·lada és el factor de capacitat. La capacitat instal·lada és la suma de totes les classificacions de potència de la placa d'identificació del generador.
| País            | Producció hidroelèctrica anual (TWh) | Capacitat instal·lada (GW) | Factor de capacitat | % de la producció mundial | %en generació de electricitat domèstica |
| --------------- | ------------------------------------ | -------------------------- | ------------------- | ------------------------- | --------------------------------------- |
| R.P. de la Xina | 1232                                 | 352                        | 0.37                | 28.5%                     | 17.2%                                   |
| Brasil          | 389                                  | 105                        | 0.56                | 9.0%                      | 64.7%                                   |
| Canadà          | 386                                  | 81                         | 0.59                | 8.9%                      | 59.0%                                   |
| Estats Units    | 317                                  | 103                        | 0.42                | 7.3%                      | 7.1%                                    |
| Rússia          | 193                                  | 91                         | 0.42                | 4.5%                      | 17.3%                                   |
| Índia           | 151                                  | 49                         | 0.43                | 3.5%                      | 9.6%                                    |
| Noruega         | 140                                  | 33                         | 0.49                | 3.2%                      | 95.0%                                   |
| Japó            | 88                                   | 50                         | 0.37                | 2.0%                      | 8.4%                                    |
| Vietnam         | 84                                   | 18                         | 0.67                | 1.9%                      | 34.9%                                   |
| França          | 71                                   | 26                         | 0.46                | 1.6%                      | 12.1%                                   |

| #  | País          | 2020    |
| -- | ------------- | ------- |
| 1  | Xina          | 370 160 |
| 2  | Brasil        | 109 318 |
| 3  | Estats Units  | 103 058 |
| 4  | Canadà        | 81 058  |
| 5  | Rússia        | 51 811  |
| 6  | Índia         | 50 680  |
| 7  | Japó          | 50 016  |
| 8  | Noruega       | 33 003  |
| 9  | Turquia       | 30 984  |
| 10 | França        | 25 897  |
| 11 | Itàlia        | 22 448  |
| 12 | Espanya       | 20 114  |
| 13 | Vietnam       | 18 165  |
| 14 | Veneçuela     | 16 521  |
| 15 | Suècia        | 16 479  |
| 16 | Suïssa        | 15 571  |
| 17 | Àustria       | 15 147  |
| 18 | Iran          | 13 233  |
| 19 | Mèxic         | 12 671  |
| 20 | Colòmbia      | 12 611  |
| 21 | Argentina     | 11 348  |
| 22 | Alemanya      | 10 720  |
| 23 | Pakistan      | 10 002  |
| 24 | Paraguai      | 8 810   |
| 25 | Austràlia     | 8 528   |
| 26 | Laos          | 7 376   |
| 27 | Portugal      | 7 262   |
| 28 | Xile          | 6 934   |
| 29 | Romania       | 6 684   |
| 30 | Corea del Sud | 6 506   |
| 31 | Ucraïna       | 6 329   |
| 32 | Malàisia      | 6 275   |
| 33 | Indonèsia     | 6 210   |
| 34 | Perú          | 5 735   |
| 35 | Nova Zelanda  | 5 389   |
| 36 | Tadjikistan   | 5 273   |
| 37 | Equador       | 5 098   |

## Grans projectes en construcció
| Nom                              | Capacitat màxima (MW) | País            | Començament de la construcció | Previsió de terminació             | Comentaris |
| -------------------------------- | --------------------- | --------------- | ----------------------------- | ---------------------------------- | --- |
| Presa de Belo Monte              | 11.181                | Brasil          | març de 2011                  | 2019 5 de març de 2016 (operativa) | Construcció preliminar en curs. Construcció suspesa 14 dies per ordre judicial, agost de 2012                                                                                       |
| Projecte Siang Upper HE          | 11.000                | Índia           | abril de 2009                 | 2024                               | Construcció multifase en un període de 15 anys. La construcció es va retardar a causa de la disputa amb la Xina.                                                                    |
| Presa de Tasang                  | 7.110                 | Myanmar         | març de 2007                  | 2022                               | Controvertida presa de 228 metres d'altura amb capacitat per produir 35.446 GWh anualment.                                                                                          |
| Presa de Xiangjiaba              | 6.400                 | R.P. de la Xina | 26 de novembre de 2006        | 2015                               | L'últim generador es va posar en servei el 9 de juliol de 2014. |
| Presa del Renaixement            | 6.000                 | Etiòpia         | 2011                          | 2017                               | Situat en la conca alta del Nil, a Egipte. |
| Presa de Nuozhadu                | 5.850                 | R.P. de la Xina | 2006                          | 2017                               | |
| Estació Hidroelèctrica Jinping 2 | 4.800                 | R.P. de la Xina | 30 de gener de 2007           | 2014                               | Per construir aquesta presa, 23 famílies i 129 residents locals han de ser traslladats. Funciona amb la central hidroelèctrica Jinping 1 com a grup.                                |
| Presa de Diamer-Bhasha           | 4.500                 | Pakistan        | 18 d'octubre de 2011          | 2023                               | |
| Estació Hidroelèctrica Jinping 1 | 3.600                 | R.P. de la Xina | 11 de novembre de 2005        | 2014                               | El sisè i últim generador es va posar en servei el 15 de juliol de 2014 |
| Central de Jirau                 | 3.300                 | Brasil          | 2008                          | 2013                               | La construcció es va detenir al març de 2011 a causa de disturbis de treballadors. Va ser inaugurada en el segon semestre de 2012.                                                  |
| Presa de Guanyinyan              | 3.000                 | R.P. de la Xina | 2008                          | 2015                               | Es va iniciar la construcció de les carreteres i el sobreeixidor. |
| Presa de Lianghekou              | 3.000                 | R.P. de la Xina | 2014                          | 2023                               | |
| Presa de Dagangshan              | 2.600                 | R.P. de la Xina | 15 d'agost de 2008            | 2016                               | |
| Presa de Liyuan                  | 2.400                 | R.P. de la Xina | 2008                          | 2013                               | |
| Presa de Tocoma Estat Bolívar    | 2.160                 | Veneçuela       | 2004                          | 2014                               | Aquesta central elèctrica seria l'últim desenvolupament en la Conca del Baix Caroní, amb un total de sis centrals elèctriques en el mateix riu, inclosa la Presa Guri de 10.000 MW. |
| Presa de Ludila                  | 2.100                 | R.P. de la Xina | 2007                          | 2015                               | Breu finalització de la construcció en 2009 per avaluació ambiental. |
| Presa de Shuangjiangkou          | 2.000                 | R.P. de la Xina | desembre de 2007              | 2018                               | La presa tindrà 312 m d'altura. |
| Presa Ahai                       | 2.000                 | R.P. de la Xina | 27 de juliol de 2006          | 2015                               | |
| Presa de Teles Pires             | 1.820                 | Brasil          | 2011                          | 2015                               | |
| Presa de Site C                  | 1.100                 | Canadà          | 2015                          | 2024                               | Primera presa gran a l'oest del Canadà des de 1984 |
| Presa del Baix Subansiri         | 2.000                 | Índia           | 2007                          | 2016                               | |